# 公主与出租车司机
公主与出租车司机是一部于1981年11月3日在CBS上播出的电视电影，讲述了一位与阅读障碍作斗争的年轻女子。
这部电影中，由瓦莱丽·贝蒂内利饰演的乔安娜·詹姆斯是一位远离现实世界的女继承人。有一天，她遇到了爱好文学的出租车司机乔·霍利迪（罗伯特·德西德里奥），他提到了莎士比亚、 TS 艾略特、詹姆斯·乔伊斯、威廉·卡洛斯·威廉姆斯、阿尔伯特·爱因斯坦、古斯塔夫·福楼拜和阿加莎·克里斯蒂等。在她的书被落在出租车后，霍利迪逐渐了解了乔安娜并发现了她的秘密：她无法读、写，甚至记不住电话号码或回家的方向。确定她有阅读障碍后，霍利迪开始帮助她努力克服自己的阅读障碍、获得自立。该片主演还包括雪莉·朗。

## 奖项
- 1982年艾美奖：剧情类限定剧或特别节目最佳原创配乐

提名：
- 1982年艾美奖：限定剧或特别节目最佳摄影